# Жак Фаттон
Жак Фаттон (нім. Jacques Fatton, нар. 19 грудня 1925, Ексенкур — пом. 26 липня 2011, Женева) — швейцарський футболіст, що грав на позиції нападника.
Виступав, зокрема, за «Серветт», у складі якого чотири рази вигравав чемпіонат Швейцарії, а також національну збірну Швейцарії.

## Клубна кар'єра
Народився 19 грудня 1925 року в місті Ексенкур. Вихованець футбольної школи клубу «Серветт». Дорослу футбольну кар'єру розпочав 1943 року в основній команді того ж клубу, в якій провів одинадцять сезонів. 
Протягом 1954—1957 років захищав кольори команди французького клубу «Ліон».
У 1957 році повернувся до клубу «Серветт», за який відіграв 6 сезонів. Завершив професійну кар'єру футболіста виступами за команду «Серветт» у 1963 році.
Помер 26 липня 2011 року на 86-му році життя у місті Женева.

## Виступи за збірну
У 1946 році дебютував в офіційних матчах у складі національної збірної Швейцарії. Протягом кар'єри у національній команді, яка тривала 10 років, провів у формі головної команди країни 53 матчі, забивши 29 голів.
У складі збірної був учасником чемпіонату світу 1954 року у Швейцарії.

## Титули і досягнення

### Командні
- Чемпіон Швейцарії (4): 1945-1946, 1949-1950, 1960-1961, 1961-1962

### Особисті
- Найкращий бомбардир Чемпіонату Швейцарії (3): 1948-1949 (21 м'яч), 1949-1950 (32 м'ячі), 1961-1962 (25 м'ячів)